# Clash of the Champions
|  | Sammenskrivningsforslag Artiklen Clash of the Champions 28 er foreslået føjet ind i Clash of the Champions. (Siden juni 2017) Diskutér forslaget |

|  | Sammenskrivningsforslag Artiklen Clash of the Champions 29 er foreslået føjet ind i Clash of the Champions. (Siden juni 2017) Diskutér forslaget |

 Der er for få eller ingen kildehenvisninger i denne artikel, hvilket er et problem. Du kan hjælpe ved at angive troværdige kilder til de påstande, som fremføres i artiklen.

 Denne artikel omhandler tv-programmet. For WWE pay-per-view og WWE Network eventet, se WWE Clash of Champions.
Clash of the Champions var et tv-program produceret af World Championship Wrestling, der blev vist fra 1988 til 1997. Tv-programmet indeholdt wrestlingkampe af en kvalitet, der ellers normalt kun blev vist på pay-per-view, i samme stil som World Wrestling Federation's Saturday Night's Main Event. 
Den første udsendelse blev sendt live d. 27. marts 1988 under navnet Clash of Champions. Det var Jim Crockett Promotions, en del af National Wrestling Alliance, der stod for den første udgave af tv-programmet. Senere samme år blev Jim Crockett Promotions dog opkøbt af Ted Turner og omdøbt World Championship Wrestling. Da WCW trak sig ud af NWA i 1991, blev man nødsaget til at kalde tv-programmet for Clash of the Champions. 
WCW fortsatte med at sende tv-programmet ind til 1997 og i alt 35 episoder blev produceret. Den sidste episode fandt sted d. 21. august 1997. Samme år havde WCW begyndt at sende live pay-per-views hver måned, mens organisationen desuden havde to ugentlige tv-programmer (Monday Nitro og WCW Saturday Night). Det var derfor ikke længere nødvendigt at have Clash of the Champions, der primært blev brugt til at lukke hullet mellem pay-per-views.  
| Fjernsyn | Spire Denne artikel om et tv-program er en spire som bør udbygges. Du er velkommen til at hjælpe Wikipedia ved at udvide den. |